# Beijing Cyclones
I Beijing Cyclones sono una squadra di football americano di Pechino, in Cina, fondata nel 2012.

## Dettaglio stagioni

### Tornei nazionali

#### Campionato

##### AFLC
| Stagione | regular season | regular season | regular season | regular season | regular season | regular season | playoff | playoff | playoff | playoff | playoff | playoff   | playoff    |
|          | Vin            | Par            | Per            | Tot            | PF             | PS             | Vin     | Per     | Tot     | PF      | PS      | risultato | avversaria |
| -------- | -------------- | -------------- | -------------- | -------------- | -------------- | -------------- | ------- | ------- | ------- | ------- | ------- | --------- | ---------- |
| 2013     | 1              | 0              | 2              | 3              | 58             | 88             | -       | -       | -       | -       | -       | -         | -          |
| 2014     | 2              | 0              | 3              | 5              | 87             | 64             | -       | -       | -       | -       | -       | -         | -          |
| Totale   | 3              | 0              | 5              | 8              | 145            | 152            | -       | -       | -       | -       | -       |           |            |

Fonti: Enciclopedia del Football - A cura di Roberto Mezzetti

##### CBL
| Stagione | regular season | regular season | regular season | regular season | regular season | regular season | playoff | playoff | playoff | playoff | playoff | playoff    | playoff             |
|          | Vin            | Par            | Per            | Tot            | PF             | PS             | Vin     | Per     | Tot     | PF      | PS      | risultato  | avversaria          |
| -------- | -------------- | -------------- | -------------- | -------------- | -------------- | -------------- | ------- | ------- | ------- | ------- | ------- | ---------- | ------------------- |
| 2015     | 4              | 0              | 1              | 5              | 116            | 42             | -       | -       | -       | -       | -       | Campioni   | -                   |
| 2016     | 4              | 0              | 0              | 4              | 114            | 26             | 1       | 0       | 1       | 22      | 6       | Campioni   | Chengdu Mustangs    |
| 2017     | 3              | 0              | 2              | 5              | 139            | 56             | -       | -       | -       | -       | -       | -          | -                   |
| 2018     | 3              | 0              | 2              | 5              | 130            | 71             | 1       | 1       | 2       | 20      | 32      | Semifinale | Shanghai Nighthawks |
| 2019     | 1              | 0              | 3              | 4              | 86             | 136            | -       | -       | -       | -       | -       | -          | -                   |
| Totale   | 15             | 0              | 8              | 23             | 585            | 331            | 2       | 1       | 3       | 42      | 38      |            |                     |

Fonti: Enciclopedia del Football - A cura di Roberto Mezzetti

## Palmarès
- 2 CBL (2015, 2016)